# Sorhoanus xanthoneurus
Sorhoanus xanthoneurus är en insektsart som beskrevs av Franz Xaver Fieber 1869. Sorhoanus xanthoneurus ingår i släktet Sorhoanus och familjen dvärgstritar. Arten är reproducerande i Sverige. Inga underarter finns listade i Catalogue of Life.